# Киселёво (Омская область)
Киселёво — деревня в Знаменском районе Омской области. Входит в состав Знаменского сельского поселения.

## История
Основана в 1670 году. В 1928 г. состояла из 82 хозяйств, основное население — русские. В составе Знаменского сельсовета Знаменского района Тарского округа Сибирского края.

## Население
| 1926 | 2002 | 2010 |
| ---- | ---- | ---- |
| 405  | ↗454 | ↘414 |